# Teting-sur-Nied
Teting-sur-Nied (deutsch Tetingen) ist eine französische Gemeinde mit 1260 Einwohnern (Stand 1. Januar 2022) im Département Moselle in der Region Grand Est (bis 2015 Lothringen).

## Geographie
Das Dorf liegt am Veltersbach, fünf Kilometer nordöstlich von Faulquemont (Falkenberg) und etwa 37 Kilometer östlich von Metz.

## Geschichte
Der Ort wurde 1273 erstmals als Tatinga erwähnt. Weitere ältere Ortsbezeichnungen sind Thatanges (1289), Tettinga (1308), Taitange (1329), Tatingen (1373), Thettingen (1460), Tettingen (1480), Tettinges (1486), Telinga, Zelinga, Tettinga (1544), Tetingen (1563), Tettingue (1682) und Tetting (1779).
Die Ortschaft war früher geteilt unter der Grafschaft Kriechingen, dem Herzogtum Lothringen und dem Bistum Metz. 1766 wurde sie Frankreich einverleibt.
Das Gemeindewappen mit dem Kürass ist inspiriert vom Revolutionsgeneral Pierre Ismert, geboren 1768 in Téring-sur-Nied. Die Eichenzweige erinnern daran, dass das Dorf der Abtei Glandern gehörte.
Durch den Frankfurter Frieden vom 10. Mai 1871 kam die Region an das deutsche Reichsland Elsaß-Lothringen, und das Dorf wurde dem Kreis Bolchen Bezirk Lothringen zugeordnet. Die Dorfbewohner betrieben Getreide-, Tabakbau und Viehzucht. Am Ort gab es vier Mühlen.
Bei Ausgrabungen im Norden der Gemarkung des Dorfes 1880–1882 wurden Reste einer römischen Villa einschließlich Mosaikfußböden und einer großzügig angelegten Badeeinrichtung freigelegt.
Nach dem Ersten Weltkrieg musste die Region aufgrund der Bestimmungen des Versailler Vertrags 1919 an Frankreich abgetreten werden und wurde Teil des Département Moselle.
Im Zweiten Weltkrieg war die Region von der deutschen Wehrmacht besetzt. Die NS-Behörden änderten den Ortsnamen 1940–1944 in Tetlingen.
Bis zum 31. Dezember 1947 lautete der amtliche französische Ortsname Téting.
Zur Gemeinde gehört auch das südlich gelegene Dorf Métring (Metringen), das erstmals 843 als Menturis erwähnt wurde.

### Bevölkerungsentwicklung
| Jahr                       | 1962 | 1968 | 1975 | 1982 | 1990 | 1999 | 2007 | 2019 |
| -------------------------- | ---- | ---- | ---- | ---- | ---- | ---- | ---- | ---- |
| Einwohner                  | 985  | 1033 | 1152 | 1082 | 1037 | 1181 | 1336 | 1280 |
| Quellen: Cassini und INSEE |      |      |      |      |      |      |      |      |

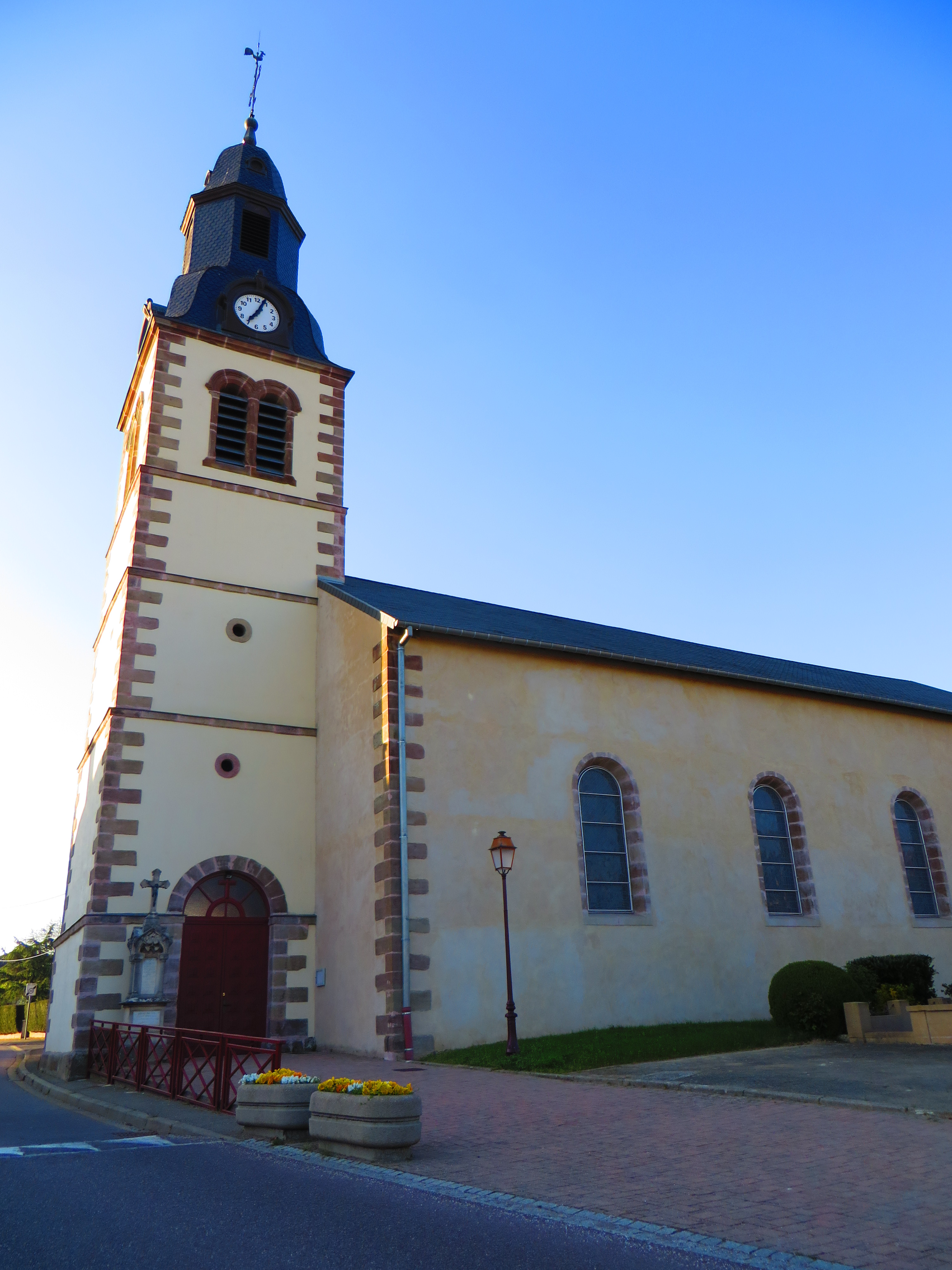
Kirche Saint-Denis
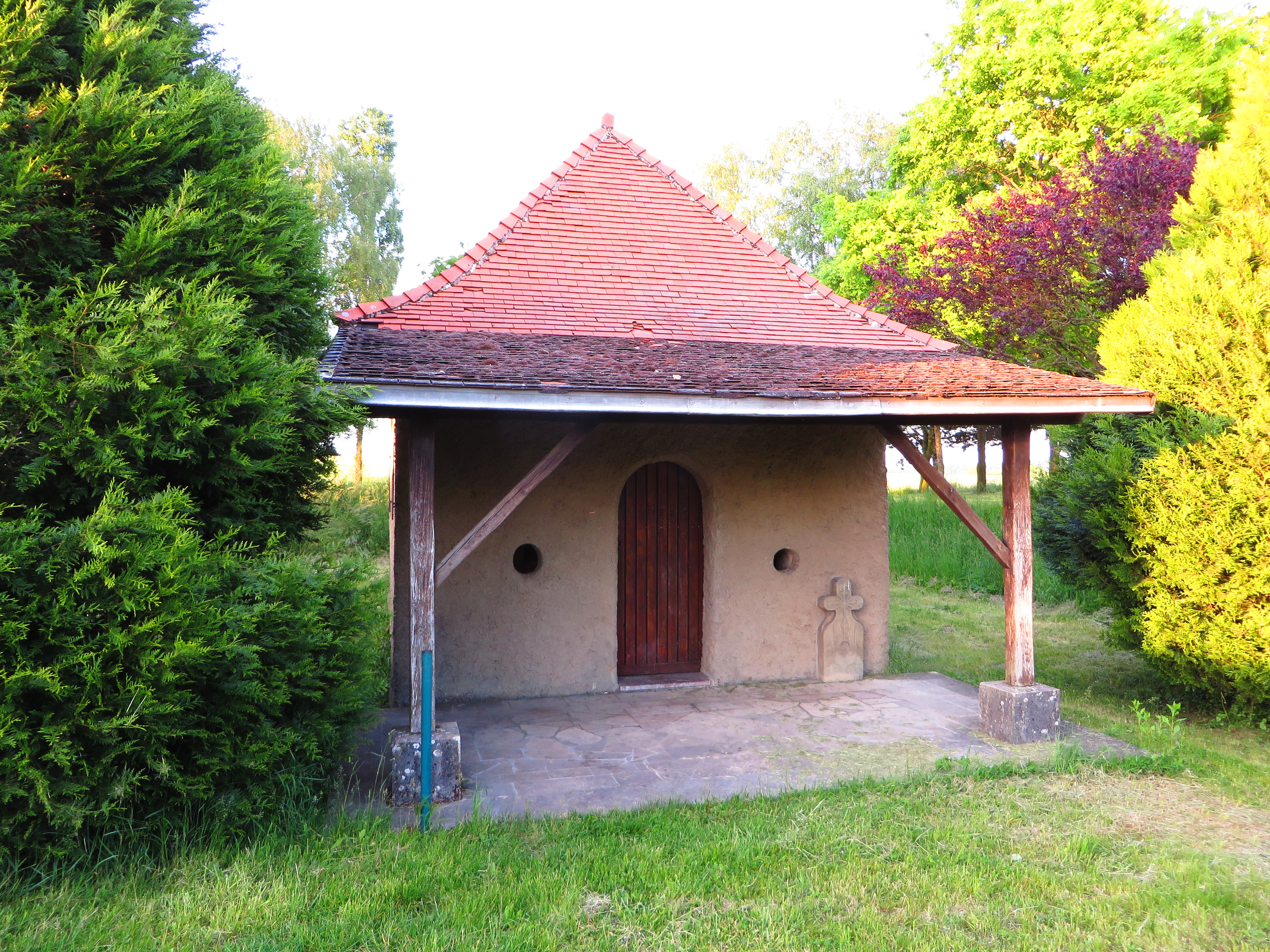
Dreifaltigkeitskapelle

## Belege
1. 1 2  Franz Xaver Kraus: Kunst und Alterthum in Elsass-Lothringen. Beschreibende Statistik. Band III: Kunst und Althertum in Lothringen, Friedrich Bull, Straßburg 1886, S. 982–989 (books.google.de).
2. 1 2  Eugen H. Th. Huhn: Deutsch-Lothringen. Landes-, Volks- und Ortskunde, Stuttgart 1875, S. 370–371 (google.books.de).
3. ↑  Wappenbeschreibung auf genealogie-lorraine.fr (französisch)